# Holger Vistisen
Holger Vistisen (født 13. juni 1932 i København, død 13. februar 2007) var en dansk skuespiller.
Holger Vistisen havde ingen skuespilleruddannelse, men er kendt af mange. Han regnedes for én af Danmarks største birolleskuespillere, da han har haft små, men sikre roller i et utal af spillefilm.
Han optrådte allerede i en alder af 5 år i filmen Plat eller krone fra 1937.
Med film som Kispus (1956), Soldaterkammerater-filmene, Støv-filmene, Min søsters børn på bryllupsrejse (1967), nogle Sengekantsfilm og diverse Olsen-banden-film, gjorde han sig bemærket på det hvide lærred, der gav ham roller i omkring 80 spillefilm.
Også hans optræden i en række tv-serier som f.eks. Matador, En by i provinsen, Bryggeren og senest Krøniken, betød, at mange seere kendte ham.

## Udvalgt filmografi
Olsen-banden går amok (1973) polititekniker